# Festa di San Michele

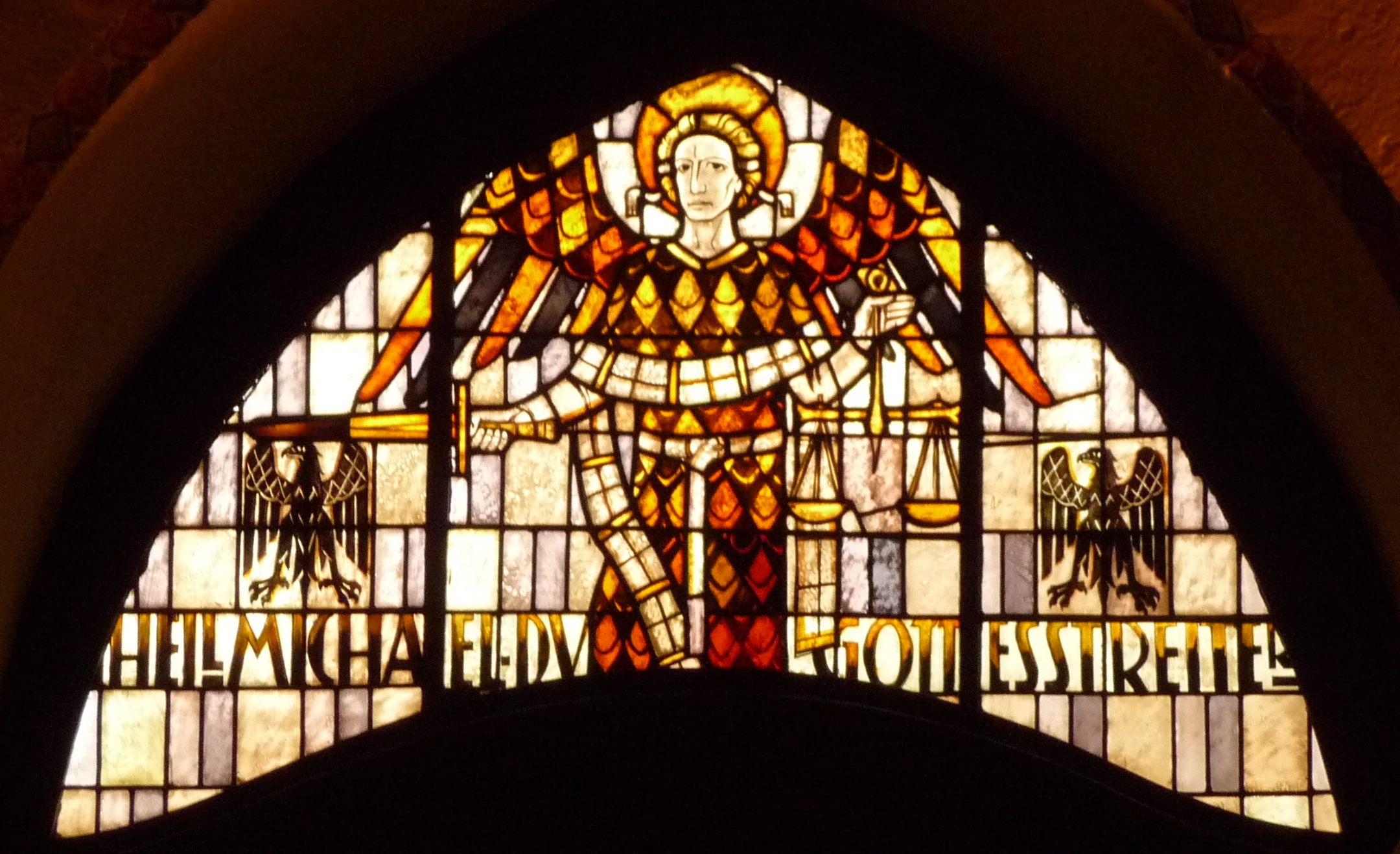
Immagine di San Michele su una vetrata della chiesa parrocchiale di San Martino a Linz am Rhein (Germania): in basso, la scritta Heil Michael du Gottes Streiter («Ave Michele, guerriero di Dio»)

La festa di San Michele, che, dopo la riforma del Calendario romano generale raggruppa anche i  Santi Arcangeli Gabriele e Raffaele, ricorre il 29 settembre (nel Calendario tradizionale cattolico Gabriele e Raffaele si ricordano in giorni differenti), ed è celebrata sia nel calendario liturgico cattolico, che in quello anglicano e in alcune chiese protestanti, soprattutto nel nord Europa, mentre nella chiesa bizantina viene festeggiata l'8 novembre.
In ambito popolare è associata alle celebrazioni per l'arrivo dell'equinozio d'autunno, che nell'emisfero settentrionale cade pochi giorni prima, il 21 settembre.

## Storia e folclore

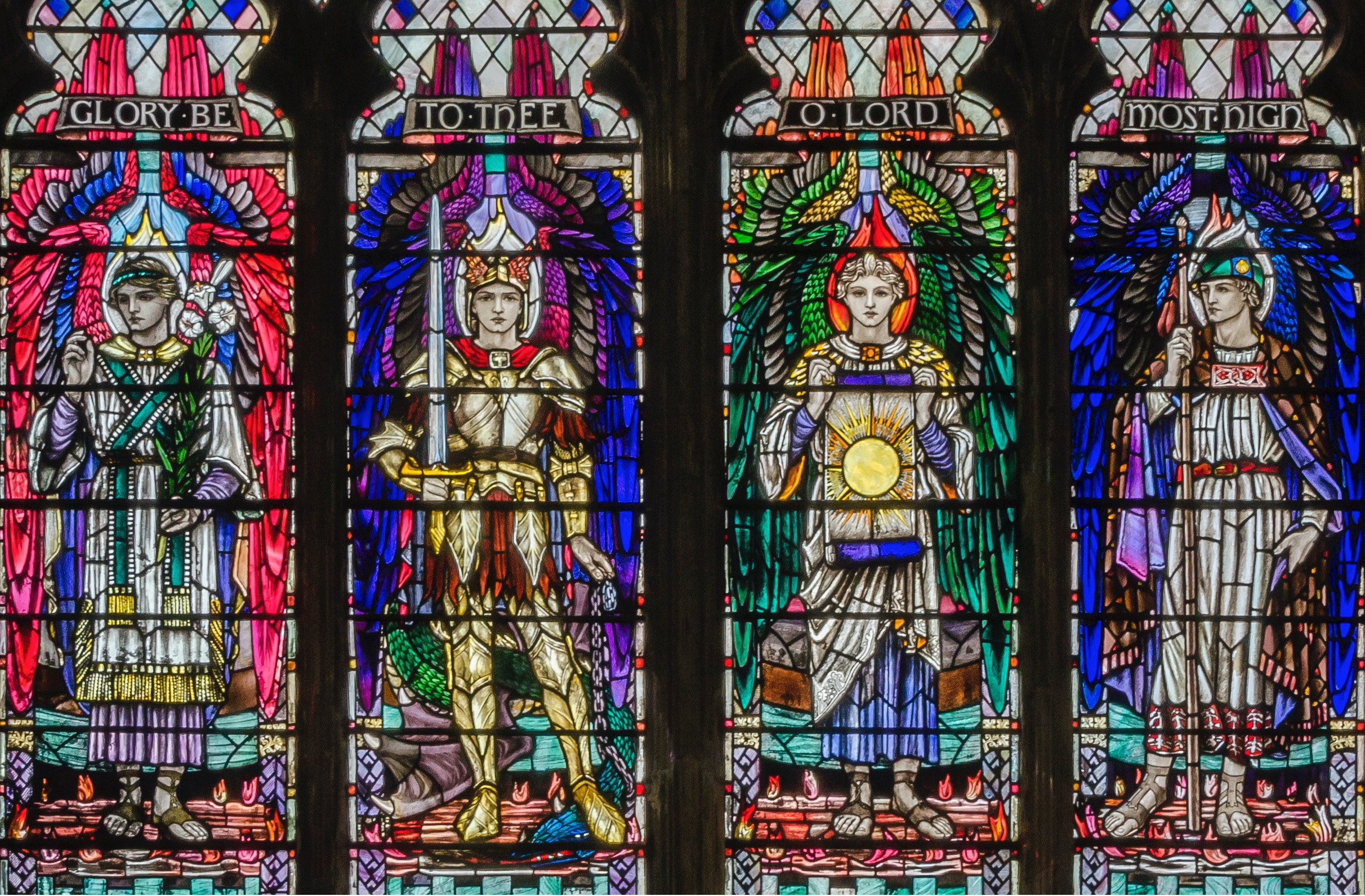
I quattro arcangeli: Gabriele, Michele, Uriele e Raffaele.

Nella figura di Michele confluisce l'eredità degli antichi riti solari tributati al dio Mitra nel passaggio all'autunno, quando il portatore di fiaccole detto Cautopates, in maniera antitetica all'equinozio di primavera, salutava con mestizia il pieno rigoglio della terra che di lì a poco avrebbe ceduto il passo al proprio decadimento.
In epoca cristiana si suole far risalire la data della festa al V secolo, quando papa Gelasio, o forse papa Simmaco, intorno al 29 settembre dedicò a San Michele un'antica basilica sulla via Salaria a Roma, oggi nell'area di Castel Giubileo: da allora l'anniversario della dedicazione si sarebbe trasformata nella festa di San Michele e di tutti gli arcangeli.
Nei paesi anglofoni divenne nota come Michaelmas, abbreviazione che significa propriamente «messa di Michele», come Christmas (Natale) sta per «messa di Cristo», o Candlemas (Candelora) per «festa delle candele».
Per diversi secoli, dal Medioevo, il giorno di San Michele del 29 settembre era celebrato come festa di precetto, ma questa tradizione fu abolita nel 1911.

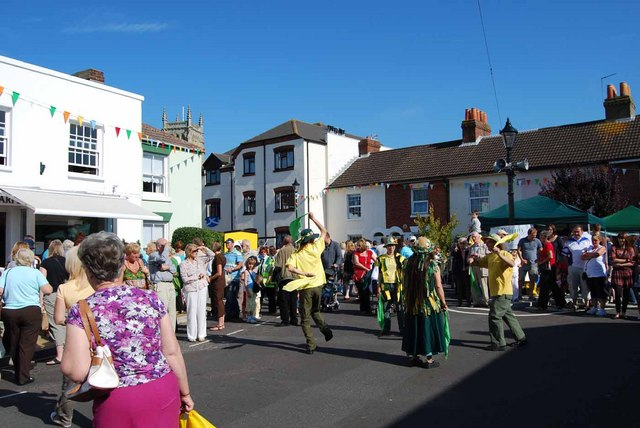
Festa di San Michele ad Alverstoke, in Inghilterra.

Nel mondo agricolo la festa di San Michele coincideva col periodo della transumanza, soprattutto nell'Italia meridionale, quando cioè i pastori facevano migrare le greggi dal soggiorno estivo dei pascoli sui monti per condurli a valle. Si trattava di un'antica usanza, ricorrente alla fine della stagione calda, attestata dal detto popolare: «per San Michele il caldo va in cielo». Altri proverbi encomiano la dolcezza dei frutti dell'autunno, ad esempio delle castagne che in diverse località diventano oggetto di sagre e danze popolari in occasione del 29 settembre, in funzione propiziatoria.
In quanto periodo di passaggio, quella di San Michele era anche una festa che in ambito giuridico segnava il termine delle scadenze in cui dovevano essere risolti tutti i contratti ed i pagamenti in sospeso. In particolare in Inghilterra, Galles e Irlanda rappresentava il termine del completamento del raccolto, il momento dell'elezione dei magistrati, oltre che l'inizio di nuovi cicli legali e universitari.

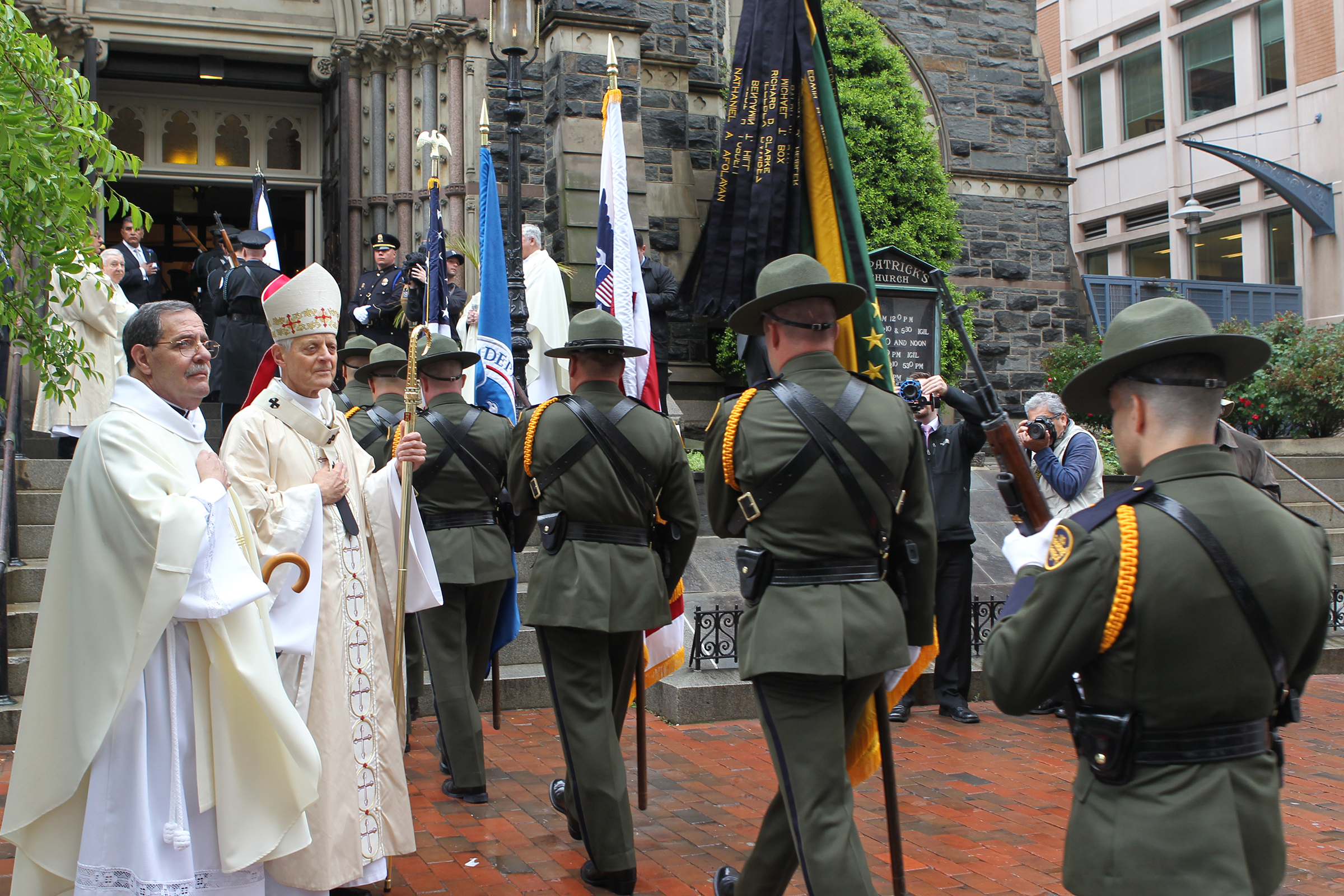
Celebrazione della festa in nord America, dove San Michele è patrono dei poliziotti.

Ancora oggi è una festa particolarmente celebrata nelle scuole Waldorf di impronta antroposofica, perché ritenuta speculare alla Pasqua: mentre in quest'ultima il Cristo risorge dal sepolcro, nel giorno di Michele il Cristo stesso, essendo risorto, può farvi ritorno nella fiducia di andare incontro a una morte foriera di vita. Come infatti all'inizio della primavera gli impulsi dello spirito solare vitalizzano la natura esteriore, viceversa in autunno si ritirano dalla natura per andare a ridestare i germogli interiori della coscienza.
Per questo Rudolf Steiner, che la celebrò per la prima volta nel 1923, la considerava una solennità grazie alla quale nuove forze di volontà e coraggio possono discendere nell'anima, sull'esempio di Michele che, sconfiggendo il drago dell'Apocalisse, raccoglie tutto quanto è maturato per farlo fruttare su un piano superiore.
Essendo un tempo di bilanci, San Michele cade inoltre, significativamente, nel periodo dell'anno in cui il Sole entra nel segno della Bilancia, ed uno dei suoi simboli è difatti proprio la bilancia.